# التعليم في اليمن

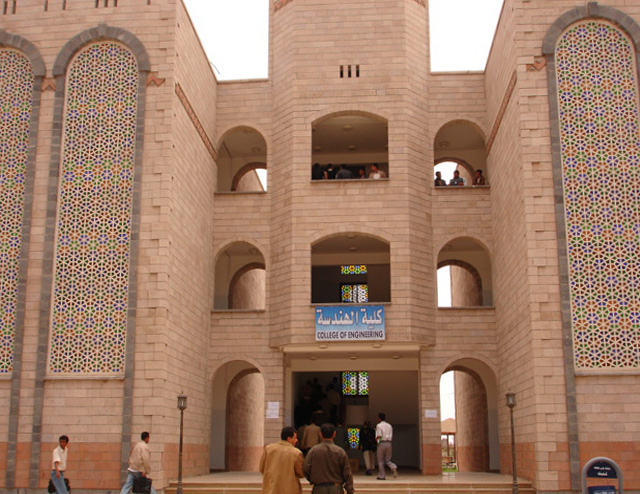
كلية الهندسة - ذمار

نشأت الأنظمة التعليمية في اليمن في ستينيات القرن العشرين. يتم الإشراف على العملية التعليمية في اليمن عن طريق ثلاث جهات (وزارات): وزارة التربية والتعليم التي تشرف على التعليم العام بنوعيه: الحكومي والخاص، وزارة التعليم الفني والتدريب المهني التي تشرف على التعليم الفني والتدريب المهني الصناعي والزراعي والتجاري والصناعي التقني، ووزارة التعليم العالي التي تشرف على التعليم الجامعي بنوعيه: الحكومي والخاص، ومراكز البحوث والدراسات.
واقع التعليم في اليمن سيئ حيث تبلغ نسبة الأمية القرائية حوالي 70% في الأرياف، وتصل في المدن إلى 38%، ويشكل سكان الريف 71 في المئة من مجمل السكان، 45% من المعلمين لا يحملون حتى الشهادة الثانوية، و 18% في المئة منهم بمؤهل ثانوي. وهناك فحسب 13,8 % حاصلون على شهادة جامعية.

## تاريخ التعليم

### التاريخ القديم
يمكن القول بأن التعليم في اليمن كان مرتبطاً بالدويلات التي حكمتها. فقد أنشئت قرابة 13 مدرسة تعليمية أثناء حكم الأيوبيين لليمن، توزعت في كل من تعز، زبيد، إب، أبين، ويعود إليهم الفضل في إدخال نظام المدارس بالمفهوم الحديث تقريباً. في عهد الدولة الرسولية تم بناء قرابة 40 مدرسة تركزت في المناطق السابقة إضافة إلى عدن.
تلى ذلك بناء بعض المؤسسات التعليمية خلال فترة العثمانيين، قيل أنها تميزت بتشييد بعض المشفيات. في عهد ولاية حسين حلمي باشا سنة 1895 تأسست إدارة للمعارف والمكاتب ودار للمعلمين ومكتب الصنائع، وأنشئت خمس مدارس للصناعة وتعليم الأيتام والفتيات في كل من صنعاء وأبها (الأخيرة أصبحت ضمن الملكية السعودية بعد معاهدة الطائف).
بعد ذلك جاء دور المملكة المتوكلية ولكن بأسلوب أبطأ من سابقيه يرجح أسبابها خشية الإمام يحيى حميد الدين من التأثير الخارجي على اليمن فأسس في عهده المدرسة العلمية أو كلية دار العلوم في 1925م في ما يعرف اليوم بميدان التحرير بصنعاء لكنها اقتصرت على ذوي المراكز الاجتماعية العليا وكانت تشبه في مستواها جامعة الأزهر في القاهرة. في نفس العام، أنشأ الإمام أيضا مدرسة أو مكتب دار الأيتام بصنعاء وتماثل في مستواها المدارس الابتدائية حالياً.
في جنوب اليمن كانت بعض المدن مثل سيئون، تريم، وغيل باوزير قد لعبت دوراً متميزاً في نشر العلم والمعرفة ممثلة فيما يعرف بالرباط وهو مؤسسة تعليمية للتزويد بعلوم في العقيدة والشريعة الإسلامية واللغة العربية. أما في عدن فقد انتشر فيها التعليم الحر أو ما كان يعرف بالكتاتيب حيث يقوم بها معلمون دون خضوعها لرقابة حكومية سيما أن الاحتلال البريطاني لها كان قد عزلها حتى عن الحركة التعليمية واقتصر التعليم طوال فترة الاحتلال على بضعة مدارس وكليات كان أبرزها كلية أبناء المشائخ عام 1937 وكلية عدن (ثانوية عدن حالياً) عام 1956.
بعد استقلال اليمن بشطريه، تسارعت العملية التعليمية وخاصة في المجالات العلمية والمعرفية غير الدينية مثل الزراعة، التجارة والصناعة، واتسمت بالاعتماد على الذات ويمننة المناهج وإنشاء جامعات كان أبرزها جامعة صنعاء وجامعة عدن أواخر 1970م. وبعد قيام الوحدة بين شطري اليمن عام 1990م، تزايد عدد الجامعات والكليات ليتخطى عشر جامعات حكومية وأهلية قبل دخول الألفية الثانية.

### التاريخ المعاصر
تقول وثيقة إستراتيجية اليمن للحد من الفقر لعام 2002، إن التعليم الأساسي ما زال من المتعذر توفيره لكل الأطفال في سن الالتحاق بالمدرسة، وذلك على الرغم من أن القانون اليمني يقر بمجانية التعليم في كل مراحله.
وزادت معدلات الالتحاق بالتعليم الابتدائي في اليمن من 73 إلى 87% للذكور ومن 28 إلى 63% للإناث بين عامي 1991 و2004. والمشكلات التعليمية الرئيسية في اليمن هي ضعف النظام التعليمي، وتشتت السكان، وعدم كفاية التمويل العام، والافتقار إلى القدرات المؤسسية اللازمة لتقديم خدمات التعليم الأساسي بكفاءة، وحاجة الأطفال إلى العمل لإعالة أسرهم، وهي العوامل الرئيسية التي تثبط الأطفال عن الالتحاق بالمدارس.
وتوجد أيضا عوامل اجتماعية تساهم في الحيلولة دون التحاق الأطفال وخاصة الفتيات بالمدارس، مثل بعد المسافة إلى المدرسة، والافتقار إلى وسيلة انتقال، ومدارس النوع الواحد في المناطق الريفية، وانخفاض مستويات تدريب المدرسين ومؤهلاتهم، والفروق في الالتحاق بالتعليم بين البنين والبنات، وضعف القدرات المؤسسية من الوزارة وحتى مستوى المدرسة، وضعف المشاركة المجتمعية الالتحاق بالتعليم بين البنين والبنات، وضعف القدرات المؤسسية من الوزارة وحتى مستوى المدرسة، وضعف المشاركة المجتمعية.
وبدأت جهود الحكومة من أجل تحسين الخدمات التعليمية في عام 1962 حينما أنشئت الجمهورية العربية اليمنية. وخلال السبعينيات من القرن الماضي، شهد اليمن توسع التعليم الأساسي، غير أنه كان هناك بعض التباين بين الشمال والجنوب، وتبنى الجانبان سياسات تعليمية مختلفة اختلافا كبيرا حتى تم توحيد الشطرين في عام 1990. وفي العادة، كان شمال اليمن قبل قيام ثورة 26 سبتمبر 1962 مجتمعا مغلقا بدرجة كبيرة وكان التعليم مقصورا على المدارس الدينية التي يجري فيها تحفيظ الأطفال القرآن أو المدارس التي تدار بمبادرات محلية. مهما يكن من أمر، فإنه لم يكن بوسع كل الأطفال الالتحاق بالمدارس، وكان أغلبية التلاميذ من البنين، وكان عدد الفتيات الملتحقات بالتعليم صغيرا.
وبدأ تطوير التعليم في جنوب اليمن في عام 1967 بعد انسحاب البريطانيين من البلاد. وخلال الاحتلال البريطاني كانت توجد مدارس ابتدائية ومتوسطة في عدن في كل ضاحية صغيرة في استيمر بوينت، وكريتر، والشيخ عثمان إلخ. وكانت هناك مدرسة ثانوية للفتيات فحسب في خورمكسر ومدرستان خاصتان في كريتر واستيمر بوينت.
وخلال السبعينيات من القرن الماضي، تم إعداد عدة خطط للتعليم للجمهورية الجديدة وحاكى الوضع التعليمي في الجنوب حقا نظيره في الشمال. وتبنى الشمال النظام التعليمي 6-3-3 (6 سنوات للتعليم الابتدائي، و3 سنوات للإعدادي، و3 سنوات للثانوي). وتبنى الجنوب
أيضا نفس النظام التعليمي، لكنه تغير إلى 8-4 (8 سنوات للتعليم المندمج و4 سنوات للتعليم الثانوي). وكان أمام الطالب في التعليم الثانوي الاختيار بين التعليم الأكاديمي أو المهني أو الفني أو تدريب المعلمين.
وبعد توحيد شطري اليمن الشمالي والجنوبي في عام 1990، تم دمج هذين النظامين التعليميين في نظام واحد، وتم تبني نظام 9-3 (9 سنوات من التعليم الأساسي، و3 سنوات من التعليم الثانوي). وإلى جانب ذلك، تم تقسيم الدراسة إلى قسمين علمي وأدبي في الصفين 11 و12. وكان اليمن الموحد يواجه عدة مشكلات تعليمية مثل الافتقار إلى ميزانية للتعليم، وغياب الدور القيادي للحكومة، ونقص المدرسين اليمنيين، والتكدس وعدم الكفاءة في الإدارة. وفي العام نفسه الذي تم فيه التوحيد، عقد المؤتمر العالمي عن التعليم للجميع في جومتين بتايلاند. واستجابة لهذا المؤتمر، أعدت وزارة التعليم اليمنية عدة إستراتيجيات وطنية للتعليم بالتعاون مع البنك الدولي وبلدان مانحة. وخلال الأعوام الماضية، تسبب النزاع المسلح في اليمن منذ العام 2014 في تعطيل ثلث البنية التحتية للتعليم، وتشير التقديرات إلى أن أكثر من 2.4 مليون طفل في سن الدراسة في اليمن لا يذهبون إلى المدرسة.

## نظام الإدارة التعليمية
تدير عدة وزارات النظام التعليمي على مختلف المستويات. ويخضع التعليم العام لإشراف وزارة التعليم. أما معاهد التدريب المهني والكليات الجامعية المتوسطة فتديرها وزارة التعليم الفني والتدريب المهني. ويخضع التعليم العالي لتنظيم وزارة التعليم العالي والبحث العلمي. ويوجد أيضا قطاع خاص صغير بلغ نصيبه اثنين في المائة من التعليم الأساسي والثانوي، و15% للالتحاق بالجامعة في عام 2005.
وتدعم الحكومة اليمنية التعليم العام على كل المستويات. وتخصص معظم الزيادة في الإنفاق في قطاع التعليم لمرحلة ما بعد الثانوي. وأدت هذه الزيادة في الإنفاق إلى توسيع الخدمات التعليمية. ومن 250 ألف طالب في عام 1970، زاد العدد الآن إلى نحو 4.3 مليون طالب في التعليم الأساسي. وفضلا عن ذلك، فإنه بين عامي 1996 و2004، زادت معدلات الالتحاق بالتعليم على المستوى الثانوي من 324 ألف طالب إلى 595 ألفا، وعلى المستوى الجامعي من 104 آلاف طالب إلى 201 ألف.
وأطلقت الحكومة اليمنية منذ وقت قريب مبادرة لتحسين الاتصالات وتنسيق السياسات بين الوزارات الثلاث من أجل وضع رؤية أكثر تكاملا للتعليم. وسعت الحكومة أيضاً بالتعاون مع حكومات هولندا وألمانيا والمملكة المتحدة، وأيضا مع منظمات متعددة المانحين مثل البنك الدولي، ووزارة التنمية الدولية البريطانية والوكالة الكندية للتنمية الدولية لتحقيق تحسينات ملموسة في نظام التعليم على كافة المستويات.

## التعليم الأساسي

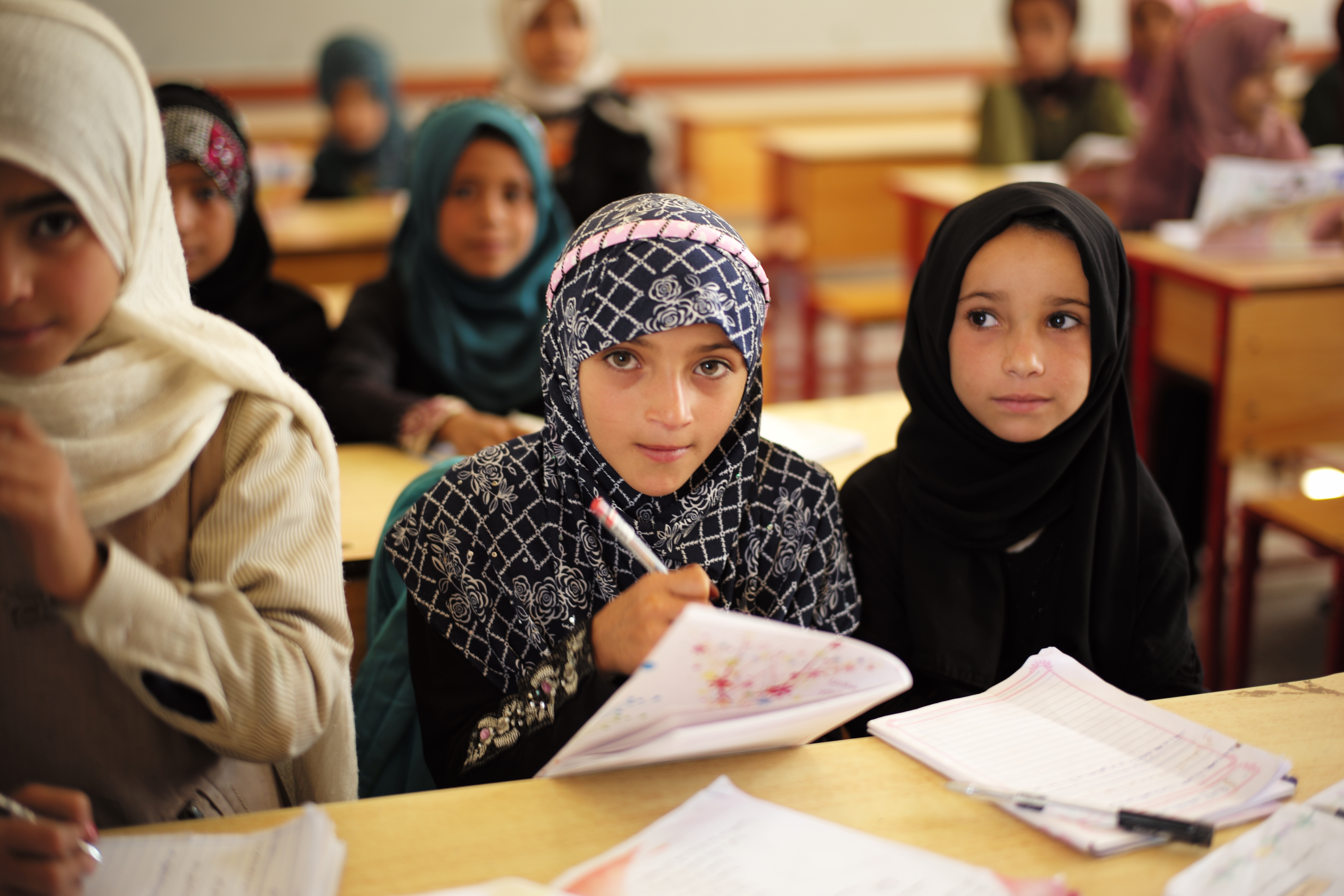
فتيات في إحدى مدارس صنعاء عام 2013

يتكون التعليم الأساسي في اليمن من 9 سنوات من التعليم الأساسي للأطفال. ووضعت الحكومة إستراتيجية وطنية لتطوير التعليم الأساسي في عام 2003 استهدفت توفير التعليم من أجل 95% من الأطفال اليمنيين في سن 6-14 عاما، وأيضا تقليص الفجوة بين الذكور والإناث في المناطق الحضرية والريفية.
برامج التعليم الأساسي
برنامج توسيع التعليم الأساسي
منذ عام 1997، بدأ البنك الدولي ووزارة التربية التعليم دراسة الوضع الحالي للتعليم في اليمن ووضعا استراتيجيات لتحقيق التوسع في التعليم الأساسي. وبعد طول مناقشات، اعتمد البنك الدولي (برنامج توسيع التعليم الأساسي) وتم تنفيذه بقرض قيمته نحو 60 مليون دولار أمريكي. واستهدف هذا البرنامج على وجه الخصوص زيادة معدلات التحاق الفتيات في الريف في السنوات الست الأولى للتعليم الأساسي من خلال تحسين إمكانية الوصول إلى الخدمات التعليمية ونوعيتها وبناء القدرات. وكان البرنامج ناجحا وتم توسيع البرنامج التجريبي لينفذ في كل المحافظات العشرين.

## مشروع تطوير التعليم الأساسي
في أغسطس/آب 2000، وافق البنك الدولي على برنامج تطوير التعليم الأساسي الذي كان متابعة وتوسعة لبرنامج توسيع التعليم الأساسي. وقد جرى تنفيذه بالتعاون مع وزارة التنمية الدولية البريطانية وهولندا منذ يونيو/حزيران 2004. ويتضمن مشروع تطوير التعليم الأساسي إنشاء المدارس وإعادة تأهيلها (الصفوف 1-9)، بما في ذلك المراحيض، وأحواض غسل الأيدي، ومياه الشرب، والأسوار، والمختبرات، وشراء معدات المختبرات (ومنها المواد الكيماوية) للصفوف 1-9. ويهدف هذا المشروع إلى تنفيذ الخطط في كل المحافظات ولكن تنفيذ إستراتيجية تطوير التعليم الأساسي تركز على أربع محافظات معينة. ويبلغ حجم هذا المشروع المشترك (مشروع تطوير التعليم الأساسي) 120 مليون دولار أمريكي وهو محور إستراتيجية تطوير التعليم الأساسي. وفي نوفمبر/تشرين الثاني 2006، وقع المجلس السويدي لضمان ائتمانات التصدير EKN ووزارة التنمية الدولية البريطانية اتفاق صندوق استئماني للمساعدة الفنية. وتم تقديم هذه المساعدة الفنية لمساندة عمليات مشروع تطوير التعليم الأساسي مثل مشروعات الإعداد للتعليم الثانوي للفتيات وإعداد مشروع التدريب المهني الثاني الذي بدأه البنك الدولي.

## إستراتيجية تطوير التعليم الأساسي
في عام 2002، أعدت الحكومة إستراتيجية وطنية لتطوير التعليم الأساسي، بمساندة من مختلف شركاء التنمية وأصحاب المصلحة المباشرة. وتم تنفيذ هذا المشروع في أربع مديريات بمحافظة صنعاء في البداية، واتسع ليشمل 50% من مديريات محافظات صنعاء وعمران والمحويت والضالع. وتم فيما بعد توسيع نطاقه ليشمل كل المديريات الواحد والستين في المحافظات الأربع. وكانت إستراتيجية تطوير التعليم الأساسي تهدف إلى ما يلي: زيادة معدلات الالتحاق بالتعليم إلى 95% بحلول عام 2015، وتحسين نوعية التدريس، وتطوير المناهج الدراسية، وإصلاح الإدارة المدرسية، وتحسين الإدارة المالية، وتحقيق لامركزية إدارة الخدمات التعليمية، وزيادة الأماكن المتاحة للفتيات في المدارس، واستغلال الحيز غير المستغل من الفصول الدراسية، والعمل بنظام الفترتين الدراسيتين، وإنشاء مدارس جديدة على أساس خرائط توزيع المدارس، وتعزيز مشاركة المجتمعات المحلية. وعقدت الحكومة سلسلة اجتماعات للتشاور وحلقات دراسية مع أصحاب المصلحة المباشرة من المجتمع المدني لتعزيز الإحساس بين المواطنين بامتلاك هذه المشروعات. وشارك زهاء 400 من المواطنين والمواطنات الذين يمثلون لجنة المرأة، واتحاد المدرسين، ومجلس الآباء والطلاب من المستويات المركزية والمحلية في الاجتماعات. وجرت متابعة تنفيذ إستراتيجية تطوير التعليم الأساسي من خلال لجنة توجيه وزارية وبتوجيه من فريق فني. وتولى الفريق الفني مسؤولية التنسيق الدوري مع مجتمع المانحين. أما المسؤولية عن الأنشطة الفعلية لإستراتيجية تطوير التعليم الأساسي وتنفيذها فقد اضطلعت بها وزارة التعليم.....والتنظيم على المستوى اللامركزي.
وتأثر تنفيذ إستراتيجية تطوير التعليم الأساسي بالأوضاع الاقتصادية مثل هبوط أسعار النفط، وما أصاب الزراعة من أضرار بسبب الجفاف، وهبوط المساعدات الخارجية. وحينما تضررت هذه الموارد الرئيسية للاقتصاد الوطني، لم يستطع الاقتصاد اليمني مواصلة تنفيذ الخطة. وفي عام 2004، تم توقيع إعلان شراكة لتنفيذ إستراتيجية تطوير التعليم الأساسي بين الحكومة اليمنية والبنك الدولي، واليونيسيف وبرنامج الغذاء العالمي ومنظمة العمل الدولية واليونسكو وحكومات ألمانيا والمملكة المتحدة وهولندا وفرنسا والاتحاد الأوروبي. والغرض من هذا الإعلان هو تنسيق الإستراتيجيات والتخصيص الفعال لكل الموارد المقدمة من الحكومة والمانحين من أجل التعليم الأساسي. ومن خلال هذه الشراكة، لاقى تنفيذ إستراتيجية تطوير التعليم الأساسي مساندات قوية وحقق تقدما ملموسا.

## مبادرة المسار السريع
بعد قمة مجموعة الثماني في يونيو/حزيران 2002، دعي اليمن إلى المشاركة في برنامج التعليم من أجل الجميع: مبادرة المسار السريع. (EFA:FTI). وأطلقت مبادرة المسار السريع في أبريل/نيسان 2002 لتكون شراكة عالمية بين المانحين والبلدان النامية لتسريع وتيرة تنفيذ الأهداف الإنمائية للألفية للتعليم بحلول عام 2015. ويواجه اليمن نموا سكانيا سريعا ويحتاج إلى أموال إضافية لتوسيع إستراتيجيته للتعليم. وأعدت الحكومة اقتراحا لمبادرة المسار السريع على أساس إستراتيجية تطوير التعليم الأساسي واقتراح إستراتيجية الحد من الفقر بالتعاون مع البنك الدولي. وتم استعراض هذا الاقتراح في أكتوبر/تشرين الأول 2002 في بروكسل، والموافقة عليه في اجتماع للمانحين عقد في باريس في 2003. وبعد ذلك بعام، حصلت الحكومة على عشرة ملايين دولار أمريكي كتمويل تحفيزي. وساندت مبادرة المسار السريع التعليم الأساسي ولا سيما في محافظات البيضاء وذمار والحديدة وحجة، وخصص جزء من هذه المنحة لمحافظات الجوف وشبوة ولحج. وتشكلت فرق عمل من الحكومة والمانحين لتدعيم التنفيذ وتسهيله.وعززت وزارة التعليم سياسات الإصلاح باتباع إطار عمل مبادرة المسار السريع، وكانت حريصة على رصد نوعية تقديم الخدمات وكفاءته. وشاركت وزارة التعليم أيضا في الإصلاح الإداري ودعمت العلاقات مع الحكومات المحلية. وعقد كبار المسؤولين الفنيين في وزارة التعليم ومسؤولي الحكم المحلي عدة حلقات دراسية بشأن تخصيص أموال مبادرة المسار السريع. وتشكلت لجنة على مستوى مساعدي الوزير في الوزارة المركزية وإدارة التعليم المحلية لبناء القدرات في مجال الإدارة التعليمية وصنع السياسة بين الموظفين الإداريين. وساهمت مشاركة مسؤولي الحكم المحلي في التعبير عن صوتهم في صنع السياسة وأعطتهم حافزا جديا لتنفيذ الخطة.
وزادت الحكومة الإنفاق العام على التعليم الأساسي وخصصت حصة قدرها 17.2% من الإنفاق العام في عام 2003 و16.97% في عام 2004 وهو ما يعادل نحو 4.5% من إجمالي الناتج المحلي.
وزاد عدد مدارس التعليم الأساسي من نحو 9930 مدرسة في عام 2000 إلى 10293 مدرسة في 2002 و10684 مدرسة في عام 2004. وسجل عدد الفصول الدراسية أيضا زيادة من 97462 فصلا في عام 2003 إلى 98329 فصلا في 2004. وعلى وجه الخصوص، بني أكثر من ثلثي عدد المدارس والفصول الدراسية بما فيها المدارس الخاصة في مناطق ريفية. وساهم في زيادة المعدل الإجمالي للالتحاق بالتعليم، اعتبارات خاصة مثل الإعفاء من الرسوم الدراسية أو برامج التغذية المدرسية للأطفال من الأسر الفقيرة. وأفادت هذه البرامج 106169 فتاة في 1272 مدرسة. وفي عام 2004، بدأ تنفيذ خدمة تقديم وجبات جافة، واستفادت 248244 فتاة على مستوى التعليم الأساسي من هذه الخدمة.
وساهمت هذه المشروعات في تحسين معدل الالتحاق بالتعليم الأساسي (لأعمار 6-14 عاما) حتى 72% للبنين و42% للبنات في عام 1999. وفي عام 2004، زاد معدل الالتحاق إلى 87% للبنين و63% للبنات. وفي اليمن، فإن نحو الثلث فحسب من الأطفال (36%) من أعمار 10-14 عاما ملتحقون بالمدارس مقارنة مع 58% من الأطفال غير العاملين. وتقل هذه النسبة للفتيات. ومعدل بقاء الفتيات على مستوى التعليم الأساسي مشكلة كبيرة، فمن بين كل 100 فتاة التحقن بالتعليم الأساسي في الصف الأول، فإن نحو 25% فحسب سيكملن الفصل الدراسي التاسع، الأمر الذي يحد من معدل الالتحاق على المستوى الثانوي.

## التعليم الأساسي
بعد سنوات الابتدائي التسع، يحصل الطالب على شهادة إتمام الدراسة المتوسطة، ويلتحق بالمدرسة الثانوية لمدة ثلاث سنوات. وفضلا عن المدارس الثانوية العادية التي تؤهل الطالب للالتحاق بالجامعة، توجد مدارس ثانوي فنية ومراكز للتدريب المهني ومدرسة للتدريب البيطري، ومعهد لتدريب عمال الصحة، وعدة مدارس ثانوية زراعية. وتوجد أيضا مدارس شرعية ومدارس خاصة. وفي المدارس الثانوية العادية، يتلقى الطلاب مناهج دراسية مشتركة في السنة الأولى، وبعد ذلك يختار الطلاب بين القسمين الأدبي والعلمي. وفي نهاية السنة الثالثة، يحضر الطلاب الامتحانات ومن يجتازها يحصل على شهادة الثانوية العامة. وفي السنة الدراسية 1999-2000، كان هناك 439129 طالبات و324493 طالبة ملتحقين بالتعليم الثانوي.
وما زال نظام التعليم الثانوي يحتاج إلى إدارة سليمة. فالمدارس التي يزيد عدد طلابها عن 180 طالبا لا تتجاوز نسبتها 21% من الإجمالي (13% في المدارس الريفية و47% في المدارس الحضرية) وهذا هو الحد الأدنى لعدد الطلاب اللازم حتى تكون المدرسة الثانوية فعالة تقدم المسارين الإلزاميين للدراسة العلمي والأدبي. و27% فحسب من المدارس تقدم المسارين المتوازيين للدارسة في الصفين 11 و12. وقيام القطاع الخاص بتقديم الخدمة التعليمية لا يعد خيارا عمليا مجديا بسبب القيود التنظيمية المفرطة التي تحد من التمويل الخاص. ثم أن توزيع المدرسين يفتقر أيضا إلى الكفاءة. فبعض المدارس تشهد وفرة في مدرسي مواد دراسية معينة، بينما قد يوجد نقص في مدرسي المواد نفسها في مدارس أخرى. ويفتقر النظام التعليمي أيضا إلى برنامج رسمي للتطوير المهني للمدرسين. وزيادة على ذلك، فإن الوزارات المختلفة تفتقر إلى التنسيق من حيث تنمية مهارات المدرس. وفي كل عام يتخرج من الجامعات نحو 15 ألف طالب يحملون درجات علمية في التدريس. ومن بين هؤلاء، فإن 6000-7000 مدرس يجري تعيينهم في الأغلب في التعليم الأساسي.
وبلغ معدل الالتحاق الكلي بالتعليم الثانوي في اليمن 45.6 في المائة في عام 2005 مقارنة مع المتوسط الإقليمي 73.4 في المائة في منطقة الشرق الأوسط وشمال أفريقيا. والفتيات أسوأ حالا من البنين بدرجة كبيرة خاصة في المناطق الريفية. وفي عام 2006، بلغ صافي معدل الانتظام في المدارس الثانوية 60.4% للذكور و55.7% للإناث، وكان الفرق بين المناطق الريفية والحضرية في هذا المعدل 17 نقطة مئوية للذكور و25.9 نقطة مئوية للإناث. وفي يوليو/تموز 2007، وافق مجلس الوزراء على الإستراتيجية الوطنية للتعليم الثانوي العام التي تهدف إلى توفير تعليم ثانوي ذي جودة عالية من أجل الالتحاق بالتعليم العالي وسوق العمل على نحو يتسم بالعدالة وفعالية النفقات. وسوف تسعى هذه الإستراتيجية إلى تحقيق العدالة والإنصاف بين الجنسين وعلى المستوى الجغرافي من حيث الحصول على التعليم الثانوي.

## التعليم الجامعي
يعد التعليم العالي الجامعي حديث العهد في اليمن حيث بدأ بإنشاء جامعة صنعاء عام 1972 وجامعة عدن عام 1975. أما اليوم فهناك سبع جامعات حكومية وثلاثة عشر جامعة خاصة أي ما مجموعه 20 جامعة تضم 156 كلية و584 قسماً مكرراً. إضافة إلى دار العلوم الشرعية في الحديدة وكلية تحفيظ القرآن الكريم في صنعاء. ومن خلال تحليل مؤشرات التعليم الجامعي لعام 2003/2004م، يتضح أن التعليم الجامعي هو المستقطب الأساسي لمخرجات التعليم الثانوي في ظل محدودية البدائل الأخرى المتاحة من الكليات والمعاهد المهنية والتقنية؛ إذ بلغ عدد الجامعات الحكومية (7) جامعات تضم (99) كلية تتوزع بين (41) كلية تطبيقية و (58) كلية إنسانية، يتوزعون على (52) قسماً في كليات العلوم التطبيقية تتكرر لتصل إلى (196) قسماً شاملاً الدبلوم في ظل التماثل القائم بين الجامعات والكليات المتناظرة، وكذلك الأقسام في كليات العلوم الإنسانية حيث بلغ عددها (50) قسماً تكررت لتبلغ (250) قسماً شاملاً الدبلوم. وعلى ضوء ذلك فقد زاد عدد الطلاب الملتحقين بالجامعات من 35 ألف طالب عام 1990 ليصل عام 2007 إلى (233903) طالب وطالبة وذلك بمعدل أكثر من (5) أضعاف خلال سبعة عشر عاماً. وقد ارتفع نصيب الإناث في التعليم الجامعي من 16% عام 1990 إلى (28.5)% عام 2007م. وازداد نصيب الجامعات الخاصة من صفر تقريباً عام 1993 إلى نحو 17.5% من إجمالي الملتحقين بالتعليم الجامعي عام 2006/2007م. حيث وصل عدد الملتحقين في التعليم الجامعي الحكومي للعام 2006-2007م 188343 طالب وطالبة وفي الجامعات الخاص وصل عدد الملتحقين 45560 طالب وطالبة لنفس العام.
يتكون التعليم الجامعي من 4 سنوات ما عدا الهندسة والطب فإنه يتطلب 5 و6 سنوات على التوالي. وتوجد 7 جامعات عامة في صنعاء وعدن والحديدة وتعز، وإب وذمار وحضرموت (المكلا) و5 جامعات أهلية وجامعات دينية. وتوجد أيضاً كليتان جامعيتان متوسطتان في صنعاء وعدن. وبلغ عدد الذين التحقوا بالجامعات العامة نحو 174 ألفاً في سنة 2005/2006 ونحو 12 ألفاً في الجامعات الأهلية (2005/2006).
وتنطوي نتائج امتحانات الثانوية على أهمية كبيرة لدخول الجامعة وتختلف الدرجات المطلوبة من كلية إلى أخرى. والنسبة المئوية للذين يتابعون التعليم الجامعي تقل عن 10 في المائة.
وفي عام 2001، أنشئت وزارة التعليم العالي والبحث العلمي لتلبية احتياجات التطوير الاجتماعي. وفي كل عام، يذهب نحو 300-400 طالب إلى الخارج للتعليم بحثا عن تعليم ذي جودة عالية. والبلدان المفضلة للتعليم العالي هي الولايات المتحدة والمملكة المتحدة والبلدان الأوروبية الأخرى والهند. وتهدف الاستراتيجية الوطنية للتعليم العالي التي وضعت في عام 2006 إلى توفير مسارات متعددة في مجال التعليم.
يعتبر خريجو الجامعات هم المنتج النهائي لمحصلة عملية التعليم الجامعي الرافد الحقيقي والهام للعملية التنموية، وقد بلغ إجمالي عدد الخريجين للعام 2006/2007م (22794) طالباً وطالبة منهم ما نسبته (34.6%) إناث وذلك مقابل (23329) طالباً وطالبة عام 2003/2004م منهم ما نسبته (33.6%) إناث.
وما زال هناك شوط طويل يجب على التعليم العالي أن يقطعه في اليمن، وعلى الرغم من الاستثمارات الكبيرة في هذا المستوى التعليمي، فإن نسب هيئة التدريس إلى الطلاب ليس مواتية، والمعدات وموارد التعلم سيئة للغاية، وترتفع نسبة التغيب بين الأساتذة، ولا توجد عملية منتظمة لمراجعة المناهج الدراسية وتحديثها، ويوجد نقص في المختبرات والحواسيب لطلاب الهندسة. وهناك أيضا حاجة إلى نظام لامركزي لكيفية استخدام الأموال المتاحة.

### الجامعات اليمنية
الجدول التالي يبين أهم الجامعات اليمنية بنوعيها الحكومي والأهلي.
| الجامعة                     | الموقع        | النوع  | سنة التأسيس |  |
| --------------------------- | ------------- | ------ | ----------- |  |
| جامعة صنعاء                 | أمانة العاصمة | حكومية | 1971        |  |
| جامعة عدن                   | عدن           | حكومية | 1970        |  |
| جامعة حضرموت                | حضرموت        | حكومية | 1996        |  |
| جامعة تعز                   | تعز           | حكومية | 1993        |  |
| جامعة ذمار                  | ذمار          | حكومية | 1996        |  |
| جامعة الحديدة               | الحديدة       | حكومية | 1996        |  |
| جامعة إب                    | إب            | حكومية | 1996        |  |
| جامعة العلوم والتكنولوجیا   | أمانة العاصمة | أهلية  | 1994        |  |
| جامعة الأحقاف               | حضرموت        | أهلية  | 1995        |  |
| جامعة المستقبل              | أمانة العاصمة | أهلية  | 2004        |  |
| جامعة الإيمان               | أمانة العاصمة | أهلية  | 1994        |  |
| جامعة سبأ                   | أمانة العاصمة | أهلية  | 1994        |  |
| جامعة الملكة أروى           | أمانة العاصمة | أهلية  |             |  |
| جامعة تونتك الماليزية اليمن | أمانة العاصمة | أهلية  | 2008        |  |
| الجامعة الوطنية             | أمانة العاصمة | أهلية  | 1994        |  |
| جامعة اليمن                 | أمانة العاصمة | أهلية  | 2008        |  |
| الجامعة اللبنانية الدولية   | أمانة العاصمة | أهلية  | 2007        |  |
| جامعة العلوم الحديثة        | أمانة العاصمة | أهلية  | 2004        |  |

## التعليم الفني والتدريب المهني
يقدم التعليم الفني والتدريب المهني دورات تدريبية لمستويات ما بعد التعليم الأساسي وما بعد التعليم الثانوي. وتبذل الحكومة جهودا لتوسيع التعليم الفني والتدريب المهني على مختلف المستويات، ومع ذلك، فإنه لا يزال محدودا نسبيا، إذ تبلغ نسبته واحدا من كل 200 طالب على كل المستويات وواحدا من كل ثمانية خريجين على مستوى التعليم العالي. ويقل عدد الفتيات بين طلاب التعليم الفني والتدريب المهني عن واحد في المائة. والقطاع الخاص أيضا صغير جدا ويقتصر على تقديم أنواع معينة من برامج التدريب وتطوير المهارات. ونظام التعليم الفني والتدريب المهني صارم أيضا، إذ أن معظم طلاب التعليم الفني والتدريب المهني لمستوي ما بعد الثانوي لا يحصلون على أي دورات تدريبية في كليات جامعية متوسطة أو جامعات. وبعد ذلك فإن خيار التعليم العالي الوحيد المتاح لهؤلاء الخريجين للتعليم الفني والتدريب المهني هو مواصلة التعليم لمستوى ما بعد الثانوي لمدة ثلاث سنوات
ويجب توسيع عدد فرص العمل والتوظيف في البلاد مع زيادة التعاون بين القطاعين العام والخاص. وزيادة على ذلك، فإنه يجب توفير التعليم الفني والتدريب المهني على أساس الاحتياجات الحالية لسوق العمل لا على أساس اعتبارات المعروض المتاح. وتحاول الوزارة الجديدة تحسين نظام إدارتها ليكون أكثر فعالية من خلال الإستراتيجية الوطنية للتعليم المهني والفني.
فيما يلي بعضا من المعاهد الفنية ومراكز التدريب المهنية بالجمهورية اليمنية:
- مركز التديب المهني - صنعاء
- المعهد التقني الصناعي (المدرسة الثانوية الصناعية سابقا) - أمانة العاصمة
- المعهد التقني البحري - عدن
- معهد السعيد التقني الصناعي - تعز
- المعهد التقني الصناعي/المعلا - عدن

## ارتفاع معدلات البطالة
البطالة مشكلة كبيرة يجب معالجتها مع نمو السكان وسعي النظام التعليمي لمواكبة الاحتياجات الجديدة لسوق العمل. وفي عام 1999، بلغ معدل البطالة بين الشباب 18.7 في المائة، وكما هو الحال في منطقة الشرق الأوسط وشمال أفريقيا، فإن معدل البطالة بين النساء الحاصلات على تعليم عال مرتفع جدا أيضا. وتذهب التقديرات، بالنظر إلى الافتقار إلى مسوح استقصائية للأيدي العاملة منذ عام 1999، إلى أن عدد العاطلين قد يرتفع إلى مليون في عام 2006 أي نحو 16.5% من القوة العاملة.

كما أن نقص المهارات بين الأيدي العاملة هو أيضا مشكلة من المشكلات الرئيسية التي ذكرها تقرير ممارسة أنشطة الأعمال لعام 2009، للشركات الخاصة لبدء أنشطة الأعمال في اليمن.

## تعليم الفتيات
معدل التحاق الفتيات بالتعليم في اليمن هو أدنى المعدلات في بلدان الشرق الأوسط، ويوجد تفاوت هائل بين البنين والبنات، وبين المناطق الحضرية والريفية. ويعزى ضعف نسبة مشاركة الفتيات في التعليم إلى عدة عوامل اجتماعية ثقافية. فعادة الزواج المبكر للفتيات في المناطق الريفية تعوق تعليم الفتيات وتؤدي إلى ارتفاع معدلات التسرب وترك الدراسة. والحفاظ على عفة الفتاة أمر ذو أهمية كبيرة في المناطق الريفية، ولذلك فإن الآباء يحجمون عن إرسال فتياتهم إلى المدارس المختلطة. ومما يساهم في انخفاض معدلات التحاق الفتيات بالتعليم أيضا، الاتجاهات الاجتماعية السلبية السائدة نحو تعليم الفتيات، والافتقار إلى مدرسات.
ومن العوامل التي تجعل الأسر تحجم عن إرسال فتياتها إلى المدرسة قلة عدد المدارس، وفرص العمل والتوظيف، والتكدس، وسوء نوعية التعليم. وزيادة على ذلك، فإن الاتجاهات المحافظة للمدرسين تجاه الفتيات، وبعد المسافة عن المدارس في المناطق الريفية، ونقص الكتب ومواد التدريس وضعف الإمكانات المالية للآباء، كلها عوامل تحد من فرص الفتيات في التعليم.

## الإلمام بالقراءة والكتابة
تظهر تقديرات الأمم المتحدة أن معدل الإلمام بالقراءة والكتابة بين البالغين في اليمن في عام 2007 بلغ 40.5 في المائة للإناث و77 في المائة للذكور. وبلغ معدل الإلمام بالقراءة والكتابة للسكان عموما من أعمار 15 فما أكثر 49 في المائة. وحدث تحسن في معدل الإلمام بالقراءة والكتابة من 37.1 في المائة في عام 1994 إلى 58.9 في المائة في عام 2007. وبالمقارنة، فإن البلدان المنخفضة الدخل في المتوسط، يبلغ فيها معدل الإلمام بالقراءة والكتابة بين البالغين حوالي 60 في المائة.

## وصلات خارجية
- نبذة عن التعليم في اليمن